# Shackleton (plaats)
Shackleton is een plaats in de regio Wheatbelt in West-Australië.

## Geschiedenis
Ten tijde van de Europese kolonisatie leefden de Njakinjaki Nyungah Aborigines in de streek. Door de zuidelijker levende Aborigines werden ze de Njagi genoemd en werd over hen verteld dat ze naakt liepen en een onverstaanbare taal spraken. Door de noordelijker levende Aborigines werden ze de Mudila genoemd, een denigrerende benaming die men gaf aan stammen die niet aan circumcisie of penissplijting (En: subincision) deden.
Shackleton ontstond in 1912 als een nevenspoor langs de spoorweg tussen Quairading en Bruce Rock die op 29 maart 1913 opende. Dat jaar werd ook het eerste voorlopige gemeenschapshuis (En: Town Hall) gebouwd. Shackleton werd in 1916 op C.Y. O'Connors waterpijpleiding aangesloten en er werden er spoorwegbarakken voor spoorwegarbeiders gezet. In 1920 werd een nieuw gemeenschapshuis gebouwd waarin vanaf 1923 ook les werd gegeven. Shackleton werd op 26 juni 1925 officieel gesticht. Het plaatsje werd vernoemd naar een nabijgelegen heuvel, Mount Shackleton. De heuvel was vernoemd naar de antarctische ontdekkingsreiziger Ernest Shackleton.
In 1926 kreeg Shackleton een eigen schoolgebouw en in 1928 een nieuw postkantoor nadat een brand de winkel had vernield van waaruit de post werd verzorgt. In 1933 werd een graansilo langs het nevenspoor gebouwd zodat graan van dan af in bulk kon uitgevoerd worden. De grenzen van het dorp werden pas  op 21 april 1951 officieel bekrachtigd. In 1955 werd een nieuw gemeenschapshuis gebouwd als herdenkingsmonument aan de Eerste en Tweede Wereldoorlog, de 'Shackleton Memorial Hall'. Het werd ook gebruikt om les in te geven nadat verschillende scholen uit naburige dorpen werden gesloten en het schoolgebouw van Shackleton soms te klein bleek.

## Beschrijving
Shackleton maakt deel uit van het landbouwdistrict Shire of Bruce Rock. Het is een verzamel- en ophaalpunt voor de oogst van de graanproducenten uit de streek die bij de Co-operative Bulk Handling Group aangesloten zijn.
In 2021 telde Shackleton 114 inwoners, tegenover 142 in 2006.

## Bezienswaardigheden
- Het in 1997 gesloten BankWestgebouw in Shackleton zou met 3 op 4 meter het kleinste bankgebouw in Australië zijn geweest. Het heeft ook als kinderopvang en tijdens de Tweede Wereldoorlog als luchtobservatiepost dienstgedaan.[11]

- Shackleton Nature Reserve[12]

- Shackleton Lakes[12]

- De Steves Art Studio Sculpture Trail, een wandeling door het dorp langs de beelden van kunstenaar Steven Van den Ende.[13]

## Transport
Shackleton ligt 210 kilometer ten oosten van Perth, 36 kilometer ten zuiden van Kellerberrin en 30 kilometer ten westen van Bruce Rock. De Great Eastern Highway kan via Bruce Rock of Yoting bereikt worden.
De spoorweg in Shackleton is niet meer in gebruik.

## Klimaat
Shackleton kent een koud steppeklimaat, BSk volgens de klimaatclassificatie van Köppen. De gemiddelde jaarlijkse temperatuur bedraagt 17,4 °C en de gemiddelde jaarlijkse neerslag ligt rond 313 mm.

## Galerij

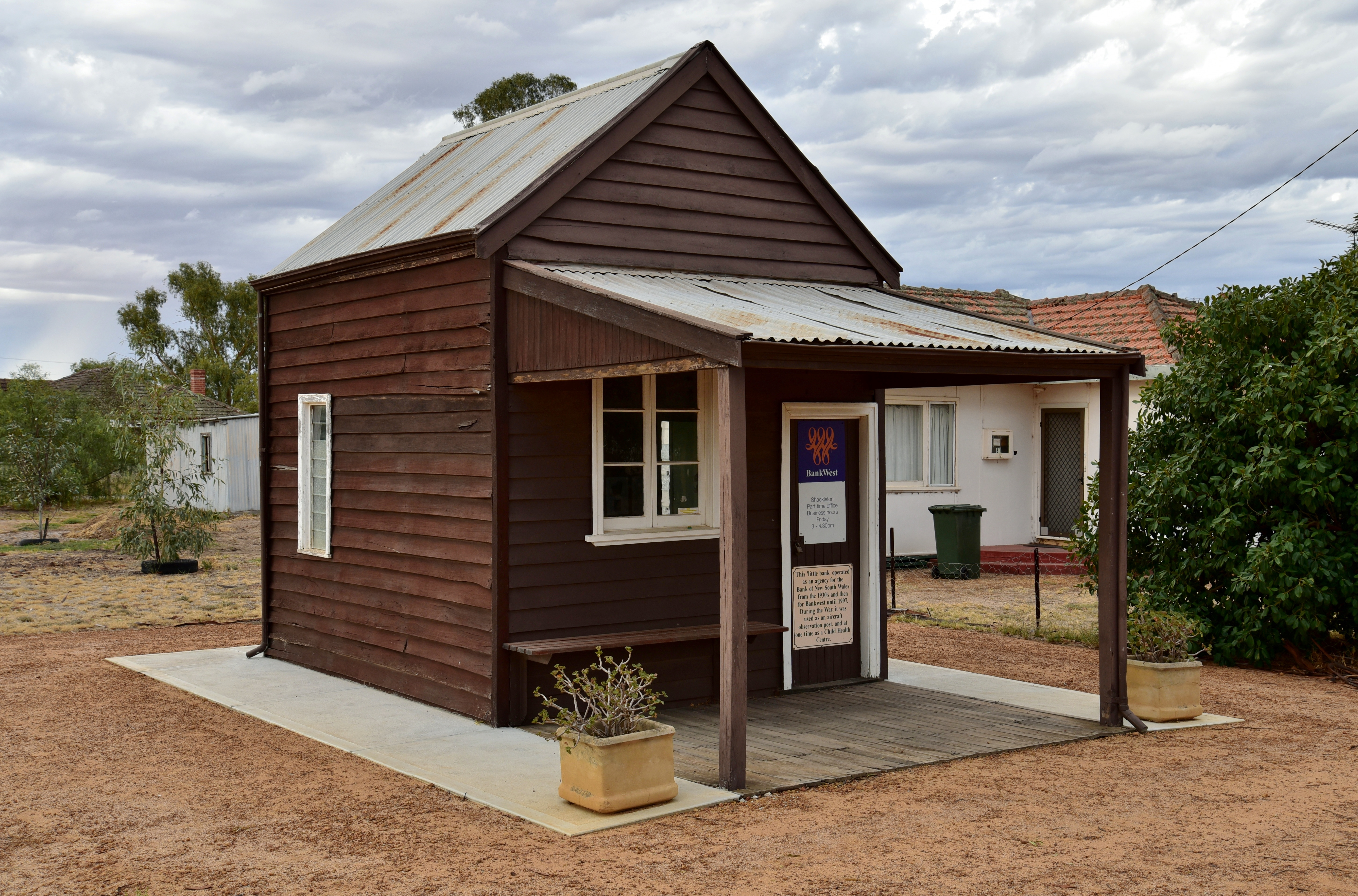
BankWestgebouw
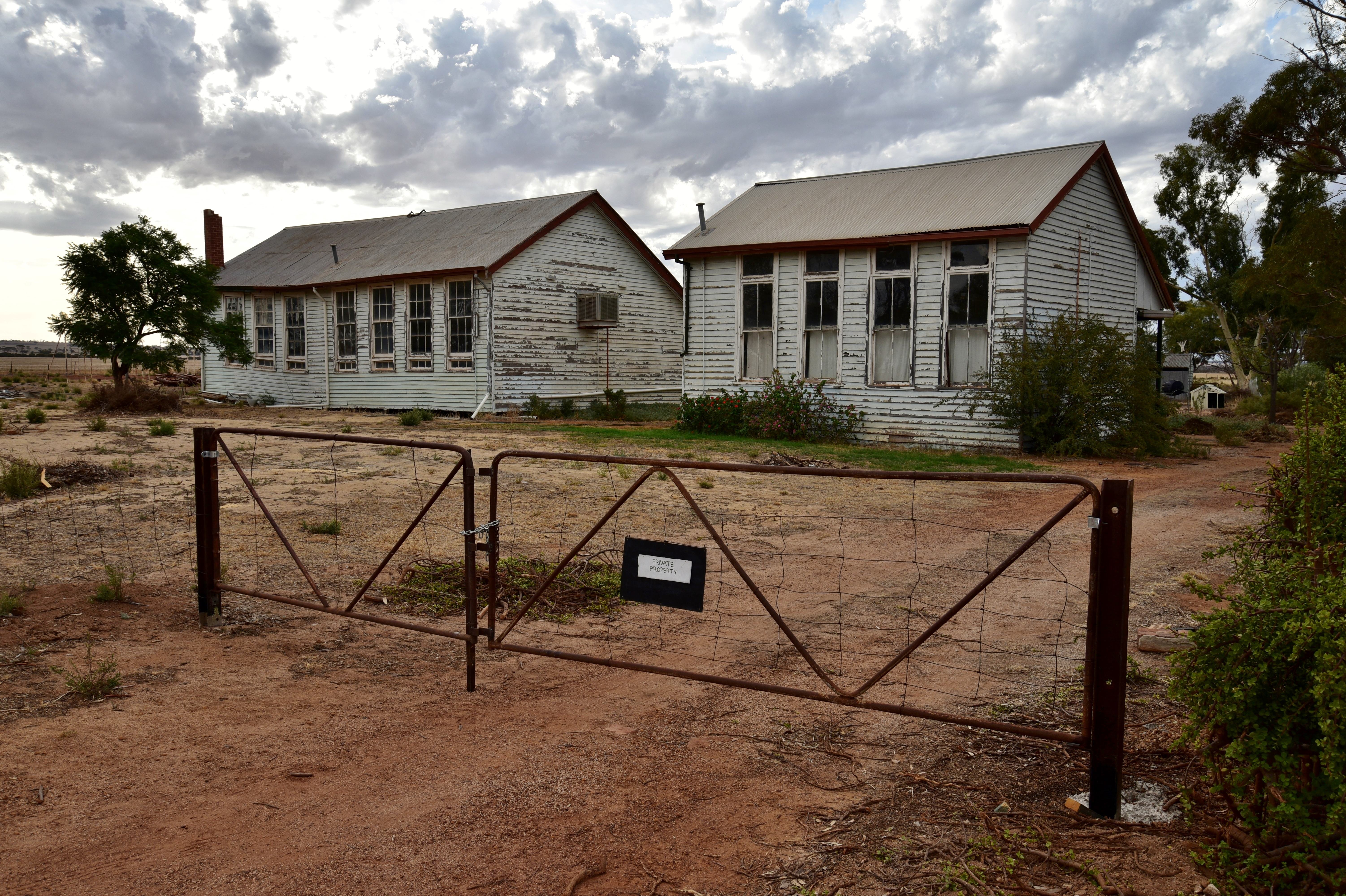
schoolgebouwen
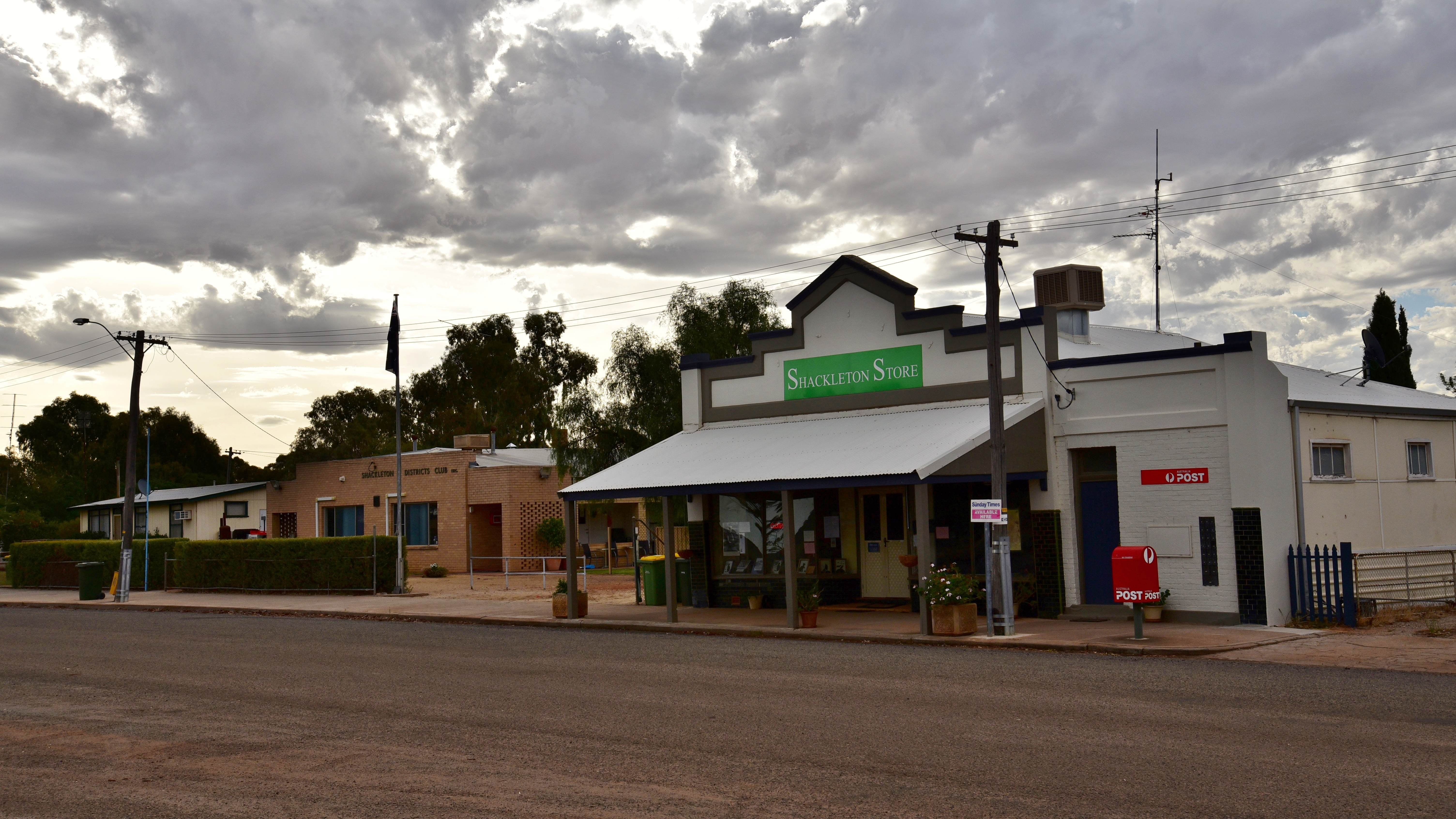
winkel met postkantoor
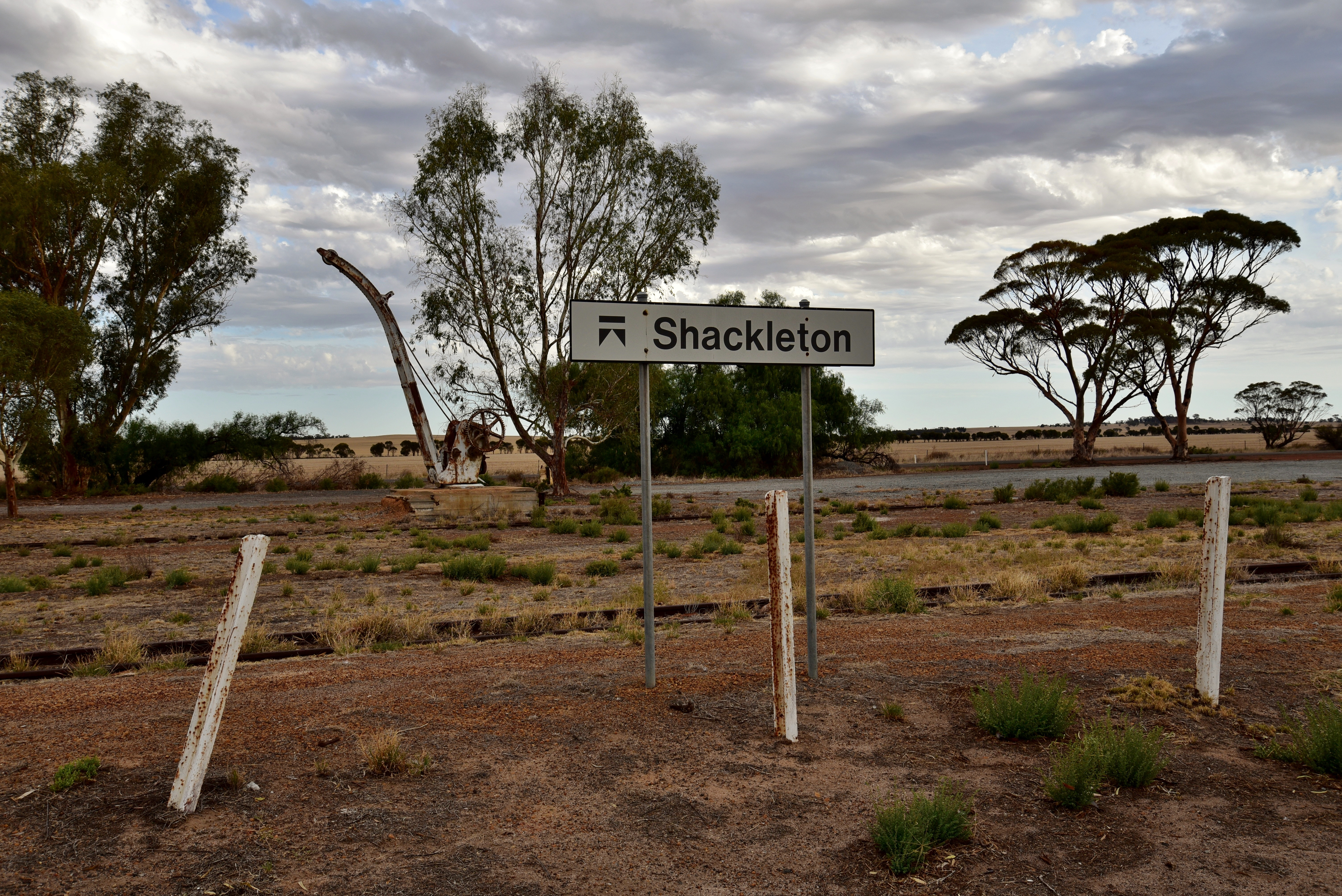
voormalig spoorwegemplacement
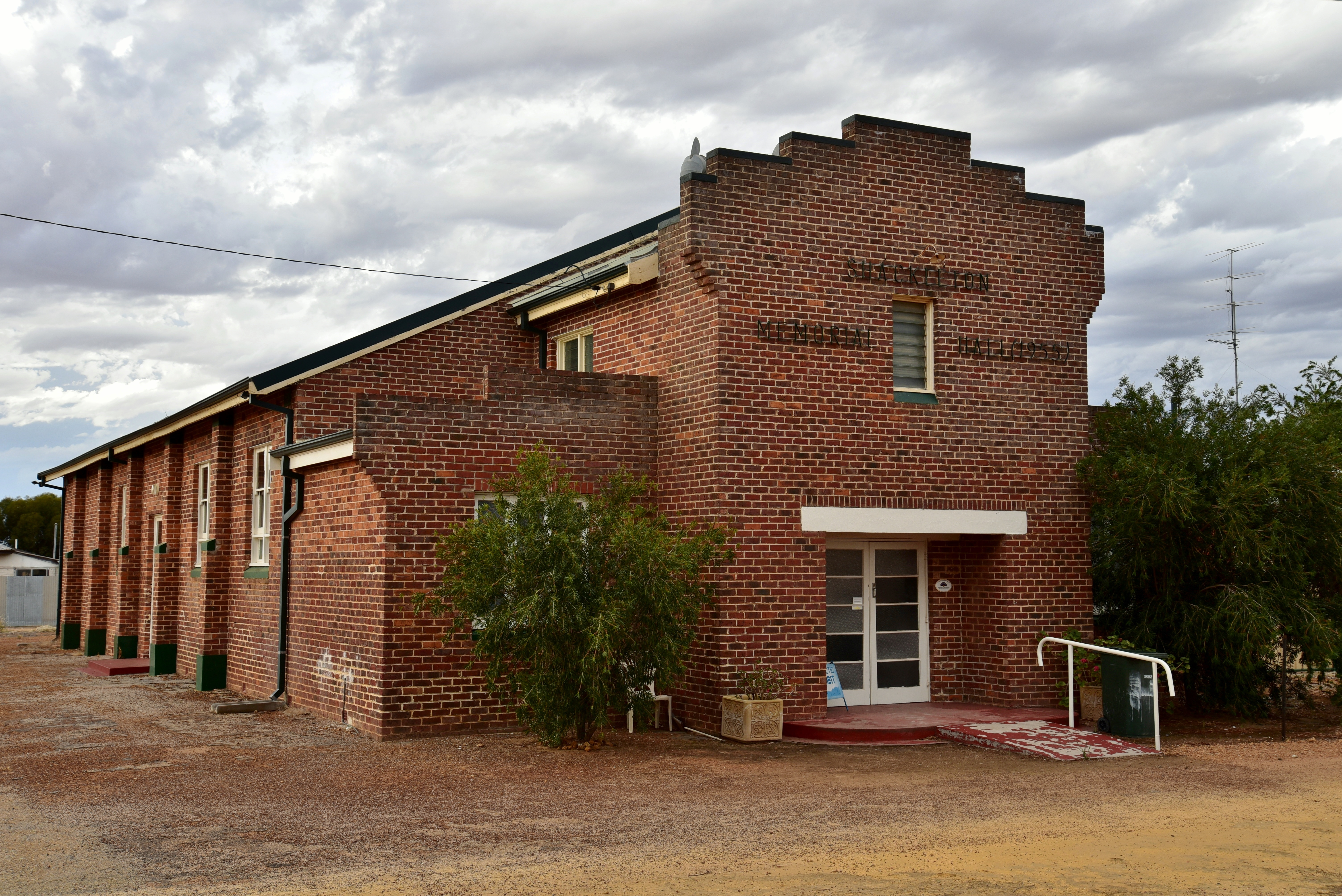
gemeenschapshuis/herdenkingshal

Aldersyde · Amery · Ardath · Arthur River · Baandee · Babakin · Badgingarra · Badjaling · Bailup · Bakers Hill · Balkuling · Ballaying · Ballidu · Beacon · Beenong · Beermullah · Bejoording · Belka · Bencubbin · Bendering · Benjaberring · Beverley · Bilbarin · Bindi Bindi · Bindoon · Bodallin · Bolgart · Bonnie Rock · Boolading · Booraan · Brookton · Bruce Rock · Bullaring · Bullfinch · Bulyee · Bungulla · Buntine · Burakin · Burracoppin · Cadoux · Calingiri · Campion · Caraban · Carrabin · Cataby · Cervantes · Chandler · Chittering · Clackline · Cold Harbour · Congelin · Coomberdale · Copley · Corrigin · Cowcowing · Crossman · Cuballing · Culbin · Cunderdin · Dalwallinu · Dandaragan · Dangin · Darkan · Dattening · Dongolocking · Doodlakine · Dowerin · Dudinin · Dumbleyung · Duranillin · Dwarda · Ejanding · Elabbin · Erikin · Gabbin · Gingin · Goomalling ·  Grass Valley · Greenhills · Guilderton · Gwambygine · Harrismith · Highbury · Hines Hill · Holt Rock · Hyden · Jelcobine · Jennacubbine · Jennapullin · Jitarning · Jurien Bay · Kalannie · Karlgarin · Kellerberrin · Kondinin · Kondut · Koojan · Koolyanobbing · Koorda · Korbel · Korrelocking · Kukerin · Kulin · Kulja · Kulyaling · Kunjin · Kununoppin · Kweda · Kwelkan · Kwolyin · Lancelin · Lake Brown · Lake Grace · Lake King · Ledge Point · Manmanning · Marvel Loch · Meckering · Meenaar · Merredin · Miling · Minnivale · Mogumber · Mokine · Moodiarrup · Mooliabeenee · Moora · Moorine Rock · Moorumbine · Moulyinning · Mount Hardey · Mount Kokeby · Mount Walker · Muchea · Mukinbudin · Muntadgin · Nalya · Nangeenan · Narembeen · Narrogin · New Norcia · Newdegate · Nilgen · Nokaning · North Bannister · Northam · Nukarni · Nungarin · Pantapin · Piawaning · Piesseville · Pingaring · Pingelly · Pithara · Popanyinning · Quairading · Quindanning · Regans Ford · Seabird · Shackleton · Southern Cross · Spencers Brook · Tammin · Tincurrin · Toodyay · Trayning · Varley · Wagin · Walebing · Walgoolan · Wandering · Wannamal · Watheroo · Welbungin · West Dale · West Toodyay · Westonia · Wialki · Wickepin · Wilbinga · Williams · Wongan Hills · Woodridge · Wubin · Wundowie · Wyalkatchem · Yealering · Yelbeni · Yellowdine · Yilliminning · Yerecoin · York · Yorkrakine · Yornaning · Yoting · Youndegin